# The Coliseum of Rome
The Coliseum of Rome è un cortometraggio muto del 1913. Il nome del regista non viene riportato nei credit del film, un documentario di 100 metri girato a Roma.

## Produzione
Il film fu prodotto dalla Vitagraph Company of America.

## Distribuzione
Distribuito dalla General Film Company, il documentario - un cortometraggio di 100 metri - uscì nelle sale cinematografiche statunitensi il 3 dicembre 1913. Nelle proiezioni, veniva programmato con il sistema dello split reel, accorpato in un'unica bobina con un altro cortometraggio prodotto dalla Vitagraph, la commedia A Pair of Prodigals.